# Чунский район
Чу́нский райо́н — административно-территориальное образование (район) и муниципальное образование (муниципальный район) в Иркутской области России.
С 1 января 2024 г. является Чунским муниципальным округом. (Закон Иркутской области от 24.11.2023 № 148-ОЗ)
Административный центр — посёлок городского типа Чунский.

## География
Чунский район расположен между 55 и 58 градусами северной широты и 98 и 110 градусами восточной долготы. На севере граничит с Красноярским краем, на северо-востоке — с Усть-Илимским, на юго-востоке с Братским районом, на юге — с Нижнеудинским, на западе — с Тайшетским районами Иркутской области.
Район удалён от Транссибирской железнодорожной магистрали на 85 км южной точкой и на 295 км северной. Расстояние от районного центра, пгт Чунского, до города Иркутска — 811 км (по прямой — 605 км). Территория района вытянута с севера на юг, с запада на восток проходит железная дорога Тайшет — Лена (западный участок БАМа, строительство велось силами заключённых Озерлага в 1938—1958 годах).
- Территория — 2579 тыс. га
- Население — 46,9 тыс. чел.
- Муниципальных образований, сельских поселений — 13
- Населённых пунктов — 39

Географические условия
Рельеф территории района возвышенный и представлен грядами холмов, имеющих сглаженные и закруглённые вершины. Климат резко континентальный (температура в январе −19°С, в июле + 18°С; среднегодовое число осадков 407,7 мм, число дней со снежным покровом 176, продолжительность безморозного периода 70-80 дней). Почвы подзолистые, дерново-подзолистые, дерново-лесные, мерзлотно-луговые.
Район расположен в зоне тайги, под лесом занято 93 процента всей площади (2 439 722 га). В лесах преобладают сосна и лиственница, реже встречаются кедр, ель, пихта. Достаточно богат животный мир (медведь, соболь, белка, горностай, колонок, выдра, барсук, заяц, лиса, волк, лось, коза и др.). Много полезных и лекарственных трав, грибов и ягод. Полезные ископаемые представлены глиной, песком, бутовым камнем и щебнем, гравийно-песчаной смесью.
Главная река Чунского района — Чуна (Уда), общая её протяженность 1125 км. Река порожистая, вдоль русла есть много отвесных скал, крупные пороги — Тюменец, Ворон, широко известен водопад Цикер (вода падает уступами с высоты 20 метров). Русло реки извилистое, осложнено протоками и старицами, многочисленными островами и косами. Ширина реки 300—400 метров, глубина — 2,3 метра. Крупные притоки — Модышево, Бармо, Дешима, Андоча, Паренда, Парчумка, Чукша. Чуна, сливаясь с Бирюсой, образует реку Тасееву, впадающую в Ангару.
В начале июля, во время таяния снегов в Восточном Саяне (откуда берёт начало река Уда) нередко бывают сильные наводнения (последнее отмечено 5.07.1996 года, когда вода за четыре дня поднялась на четыре метра и возникла опасность для железнодорожного моста. Пострадал Приудинск, дачи в Лесогорске, было затоплено около тысячи гектаров засеянных полей).
Ресурсы
Ведущая отрасль экономики района — лесное хозяйство.
Ведением лесного хозяйства занимаются два лесхоза — Баерский и Чунский.
Общая площадь лесонасаждений — 2208,3 тыс. га, из них леса Ш группы — 1607,8 тыс. га.
Общий запас древесины — 410.1 миллиона кубометров, в том числе хвойные — 322.8 миллионов кубометров, запас лесов Ш группы — 315.3 миллиона кубометров, из них хвойные — 253.9 миллиона кубометров.
В районе также есть проявления алмазов, железа, золота, бурых углей.

## История
На основании указа Президиума Верховного Совета РСФСР от 12.12.1953 года из части территорий Алзамайского, Шиткинского и Тангуйского районов образован Чунский район с административным центром в населённом пункте Чуна (23 июня 1955 г. центр перенесён в посёлок Октябрьский).
Основу развития района составляет заготовка и переработка древесины. С 1.09.1946 года ведёт свою историю первенец лесозаготовительных предприятий — Чунский ЛЗК. В 1949 году возникли Новочунский, Баяндаевский и Фрунзенский леспромхозы. С 1954 года приступили к строительству Лесогорского ЛДК В 1948—2000 годах функционировал Новочунский кирзавод, продукция которого поставлялась в другие районы Иркутской области (Братск, Усть-Илимск, Железногорск).
В начале 30-х годов на территории района возникли колхозы, они были во всех крупных селах и деревнях, насчитывающих многовековую историю — Балтурине, Выдрине, Червянке, Ганькине, Тахтамае, Захаровке, Мироновке, Неванке, Новочунке и др. В 1969 году на базе колхозов образованы два совхоза — «Чунский» и «Октябрьский». В 1955—1985 годах активно осваивались пустоши, осушались болота, под пашни вырубалось мелколесье.
Всего за совхозами было закреплено 14 665 га пашни, 4192 га сенокосов, 4238 га пастбищ, ежегодно засевалось свыше 13 тыс. га (под зерновыми культурами было занято 8000 гектаров).
В связи с укрупнением районов области Чунский район с 1.01.1963 года был ликвидирован: пять сельских советов отошли к Братскому району, а поселковые моветы рабочих поселков Лесогорска, Октябрьского, Чунского и четыре сельских совета — к Тайшетскому району (Шиткинский район в 1960 г. вошёл в состав Тайшетского района).
Указом Президиума Верховного Совета РСФСР от 6.08.1964 года был образован Чунский район в составе р. п. Октябрьского (административный центр), Лесогорска, Чунского и сельских советов: Баерского, Новочунского, Тарейского, Таргизского.
Указом ПВС РСФСР от 12.01.1965 г. центр района был перенесен в р. п. Чунский (в район входило три поселковых и девять сельских советов). На XXIII съезде КПСС (8.04.1966 г.) было принято решение о создании Чунского лесопромышленного комбината, что послужило мощным толчком к промышленному и жилищному строительству в пгт. Чунском. С 1966 по 1986 год коллектив ЛЗК возглавлял П. Г. Твердохлеб — талантливый руководитель, приложивший немало усилий для превращения Чуны барачно-щитовой в современный благоустроенный посёлок с развитой инфраструктурой.
Улучшение жилищно-бытовых условий способствовало тому, чтобы рабочие повышали производительность труда, перевыполняя социалистические обязательства. Трудовые коллективы района неоднократно получали переходящие Красные знамёна министерства лесной и деревообрабатывающей промышленности, обкома и ЦК КПСС. Сотни передовиков производства были награждены высокими правительственными наградами, а двое — В. Н. Баранов (1966) и В. И. Рыжков (1986) были удостоены звания Героя Социалистического Труда.
Коренное население района составляли эвенки (тунгусы), но со второй половины XVII века начинается освоение Восточной Сибири русскими землепроходцами. Здесь были основаны Братский (1631 г.) и Нижнеудинский остроги (1648 г.), село Шиткино (1726 г.).
В 1859 году в Списке населённых мест Енисейской губернии, изданном центральным комитетом МВД, уже числились д. Червянка (361 человек), Балтурино (173 человека), Ганькино (110 человек), Березово (114 человек), Чунская (д. Новочунка) — 138 человек, Тахтамай (142 человека), Бунбуй (116 человек), Деревушка (126 человек), Неванка (176 человек), Выдрино (208 человек). Точных данных об основании этих деревень нет, но высокая численность проживающих говорит о том, что эти поселения являются старожильческими.
В 1950-е годы в рамках постановления Совета Министров СССР от 17 января 1955 года «О наборе в Китайской Народной Республике рабочих для участия в коммунистическом строительстве и трудового обучения в СССР» на предприятиях и стройках района работали китайские рабочие.
На протяжении многих десятилетий глухой стык Енисейской и Иркутской губерний служил идеальным местом для ссылки «инакомыслящих». Однако значительные изменения в национальном составе населения произошли лишь в послевоенные годы, когда на освоение лесных богатств чунской тайги из западных областей СССР выселялись прибалты, молдаване, западные украинцы и т. д. Строительство вторых путей БАМа (с 1974 г.) также способствовало приросту населения в Чунском районе.

## Население
| 2002    | 2009    | 2010    | 2011    | 2012    | 2013    | 2014    |
| ------- | ------- | ------- | ------- | ------- | ------- | ------- |
| 41 829  | ↘39 554 | ↘36 516 | ↘36 311 | ↘35 755 | ↘35 120 | ↘34 480 |
| 2015    | 2016    | 2017    | 2021    |         |         |         |
| ↘33 977 | ↘33 641 | ↘33 239 | ↘27 851 |         |         |         |

### Урбанизация
В городских условиях (рабочие посёлки Лесогорск, Октябрьский и Чунский) проживают 75,44 % населения района.

## Муниципально-территориальное устройство
В муниципальный район входят 11 муниципальных образований, в том числе 3 городских поселения и 8 сельских поселений, а также межселенные территории без какого-либо статуса муниципального образования:
| №         | Муниципальное образование | Административный центр      | Количество населённых пунктов | Население (чел.) | Площадь (км²) |
| --------- | ------------------------- | --------------------------- | ----------------------------- | ---------------- | ------------- |
| 1e-06     | Городские поселения       |                             |                               |                  |               |
| 1         | Лесогорское               | рабочий посёлок Лесогорск   | 3                             | ↘4691            | 172,99        |
| 2         | Октябрьское               | рабочий посёлок Октябрьский | 2                             | ↘3398            | 345,50        |
| 3         | Чунское                   | рабочий посёлок Чунский     | 2                             | ↘13 554          | 8362,44       |
| 3.000002  | Сельские поселения        |                             |                               |                  |               |
| 4         | Балтуринское              | деревня Новобалтурина       | 4                             | ↘527             | 946,60        |
| 5         | Бунбуйское                | село Бунбуй                 | 4                             | ↘415             | 3712,04       |
| 6         | Весёловское               | посёлок Весёлый             | 6                             | ↘1829            | 2226,77       |
| 7         | Каменское                 | посёлок Каменск             | 4                             | ↘1231            | 870,00        |
| 8         | Мухинское                 | деревня Мухино              | 3                             | ↘288             | 139,00        |
| 9         | Новочунское               | посёлок Новочунка           | 3                             | ↘2063            | 3082,00       |
| 10        | Таргизское                | посёлок Таргиз              | 7                             | ↘1595            | 3410,60       |
| 11        | Червянское                | село Червянка               | 1                             | ↘246             | 4768,14       |
| 11.000003 |                           |                             |                               |                  |               |
| 11.000004 | межселенные территории    |                             | 0                             | 0                |               |

### Населённые пункты
В Чунском районе 38 населённых пунктов.
| №  | Населённый пункт | Тип             | Население | Муниципальное образование              |
| -- | ---------------- | --------------- | --------- | -------------------------------------- |
| 1  | Баер             | село            | ↘38       | Мухинское муниципальное образование    |
| 2  | Балтурино        | село            | ↘83       | Балтуринское муниципальное образование |
| 3  | Баянда           | село            | ↘251      | Лесогорское муниципальное образование  |
| 4  | Бидога           | посёлок         | ↘444      | Лесогорское муниципальное образование  |
| 5  | Бунбуй           | село            | ↘393      | Бунбуйское муниципальное образование   |
| 6  | Весёлый          | посёлок         | ↘1403     | Весёловское муниципальное образование  |
| 7  | Выдрино          | село            | ↘64       | Бунбуйское муниципальное образование   |
| 8  | Ганькина         | деревня         | ↘12       | Бунбуйское муниципальное образование   |
| 9  | Елань            | посёлок         | ↗61       | Таргизское муниципальное образование   |
| 10 | Заводской        | посёлок         | ↘253      | Новочунское муниципальное образование  |
| 11 | Захаровка        | деревня         | ↗27       | Таргизское муниципальное образование   |
| 12 | Изыкан           | посёлок         | ↗586      | Таргизское муниципальное образование   |
| 13 | Каменск          | посёлок         | ↘656      | Каменское муниципальное образование    |
| 14 | Кедровый         | посёлок         | ↘47       | Каменское муниципальное образование    |
| 15 | Кулиш            | деревня         | ↘172      | Весёловское муниципальное образование  |
| 16 | Лесогорск        | рабочий посёлок | ↘4260     | Лесогорское муниципальное образование  |
| 17 | Мироново         | село            | ↘0        | Чунское муниципальное образование      |
| 18 | Мухино           | деревня         | ↗156      | Мухинское муниципальное образование    |
| 19 | Неванка          | деревня         | ↘2        | Бунбуйское муниципальное образование   |
| 20 | Новобалтурина    | деревня         | ↘418      | Балтуринское муниципальное образование |
| 21 | Новочунка        | деревня         | →17       | Балтуринское муниципальное образование |
| 22 | Новочунка        | посёлок         | ↘1717     | Новочунское муниципальное образование  |
| 23 | Окраина          | деревня         | ↘28       | Весёловское муниципальное образование  |
| 24 | Октябрьский      | рабочий посёлок | ↘3197     | Октябрьское муниципальное образование  |
| 25 | Паренда          | деревня         | ↘347      | Весёловское муниципальное образование  |
| 26 | Парчум           | посёлок         | ↘696      | Каменское муниципальное образование    |
| 27 | Пионерский       | посёлок         | ↘400      | Новочунское муниципальное образование  |
| 28 | Питаева          | деревня         | →15       | Весёловское муниципальное образование  |
| 29 | Приудинск        | посёлок         | ↘132      | Мухинское муниципальное образование    |
| 30 | Сосновка         | посёлок         | ↘608      | Таргизское муниципальное образование   |
| 31 | Таргиз           | посёлок         | ↘459      | Таргизское муниципальное образование   |
| 32 | Тарея            | деревня         | ↘48       | Весёловское муниципальное образование  |
| 33 | Тарея            | посёлок         | →51       | Таргизское муниципальное образование   |
| 34 | Тахтамай         | деревня         | ↘101      | Балтуринское муниципальное образование |
| 35 | Хоняки           | посёлок         | ↘201      | Октябрьское муниципальное образование  |
| 36 | Червянка         | село            | ↘246      | Червянское муниципальное образование   |
| 37 | Чукша            | посёлок         | ↘25       | Таргизское муниципальное образование   |
| 38 | Чунский          | рабочий посёлок | ↘13 554   | Чунское муниципальное образование      |

Упразднённые населённые пункты
- 2024 год — посёлок Нагорный

## Социальная сфера
В районе действуют:
- 32 дневных общеобразовательных школ (10 начальных, 6 основных, 16 средних);
- школа-интернат;
- вечерняя (сменная) общеобразовательная школа;
- 22 дошкольных образовательных учреждения;
- районный дом детского творчества;

В дневных школах района (включая школу-интернат) в 2003 году в 408 классах-комплектах обучалось 6701 учащихся.
Медицинская помощь населению оказывается в центральной районной больнице, 2 участковых больницах, 2 сельских амбулаториях и 16 фельдшерско-акушерских пунктах.